# Ne čakaj na maj (skladba, O.S.T.)
»Ne čakaj na maj« je soundtrack skladba Zlate Ognjanovič iz istoimenskega filma Ne čakaj na maj iz leta 1957. Avtor glasbe je Borut Lesjak, besedilo pa je napisal Frane Miličinski "Ježek".

## Snemanje
Izvajalka originalne skladbe je bila slovenska sopranistka Zlata Ognjanović. Ob dirigentski palici Boruta Lesjaka, jo je spremljal Akademski plesni orkester.
V filmu je skladbi posodila svoj obraz in ob skladbi odpirala ustnice Olga Bedjanič, čeprav je v resnici ni odpela.

## Zasedba

### Produkcija
- Borut Lesjak – glasba, aranžma
- Frane Milčinski "Ježek" – besedilo

### Studijska izvedba
- Zlata Ognjanovič – vokal
- Borut Lesjak – dirigent
- Akademski plesni orkester – spremljava